# بوبي مونيوث
بوبي مونيوث (بالإنجليزية: Bobby Muñoz)‏ هو لاعب كرة قاعدة أمريكي، ولد في 3 مارس 1968 في ريو بيدراس ‏ في بورتوريكو.

## وصلات خارجية
- بوبي مونيوث على موقعبيزبول رفرنس.كوم (الدوري الرئيسي) (الإنجليزية)
- بوبي مونيوث على موقعبيزبول رفرنس.كوم (الدوري الثانوي) (الإنجليزية)